# Samir Nasri
Samir Nasri (ur. 26 czerwca 1987 w Marsylii) – piłkarz francuski pochodzenia algierskiego (kabylskiego), który występował na pozycji ofensywnego pomocnika.
Swoją karierę piłkarską rozpoczął w roku 2000 w juniorskim zespole Olympique Marsylia. Cztery lata później został włączony do pierwszej drużyny tego klubu. Grał tam przez cztery lata. W tym czasie wystąpił w stu dwudziestu jeden ligowych meczach, strzelając w nich jedenaście bramek. W lipcu 2008 roku przeszedł do Arsenalu.
Samir Nasri zaliczył dwadzieścia jeden występów w reprezentacji Francji. Zadebiutował w niej w roku 2007. Wcześniej występował w kadrze U-15, U-16, U-17, U-18 oraz U-21. Wraz z reprezentacją był na Euro 2008.

## Kariera klubowa
Nasri urodził się w Marsylii w rodzinie algierskich emigrantów z Kabylii. Jako junior trafił w roku 2000 do szkółki piłkarskiej Olympique Marsylia, a w sezonie 2004/2005 został włączony do pierwszej drużyny. W Ligue 1 zadebiutował w 5. kolejce ligowej, 12 września 2004 w przegranym 0:2 wyjazdowym meczu z FC Sochaux-Montbéliard, gdy w 70. minucie zmienił Bruno Cheyrou. W chwili debiutu miał 17 lat i 84 dni będąc jednym z najmłodszych graczy w historii Olympique. W 20. kolejce, 11 stycznia zdobył swojego pierwszego gola w lidze, w wygranym 2:0 wyjazdowym meczu z Lille OSC. Łącznie w lidze zagrał w 24 meczach (głównie jako rezerwowy) i zdobył 1 gola, a z Marsylią zajął 5. miejsce. W sezonie 2005/2006 wywalczył już sobie miejsce w podstawowej jedenastce i był filarem środka pomocy Olympique. Zagrał w 30 meczach i zdobył 1 gola (2:2 z RC Strasbourg) w lidze i ponownie z OM zajął 5. pozycję w lidze. Zagrał także w 10 meczach Pucharu UEFA, w którym z Marsylią dotarł do 1/8 finału.
11 lipca 2008 Nasri został oficjalnie zawodnikiem Arsenal. Londyński klub zapłacił za niego prawie 16 milionów funtów. W nowym klubie zadebiutował 16 sierpnia w wygranym 1:0 meczu z West Bromwich Albion. W 4. minucie tego pojedynku zdobył swoją pierwszą bramkę dla Arsenalu, która równocześnie była pierwszą w tym sezonie w Premier League.
24 sierpnia 2011 roku podpisał czteroletni kontrakt z Manchesterem City. Kwota transferu wyniosła 25 milionów funtów.
21 sierpnia 2017 roku podpisał dwuletni kontrakt z tureckim klubem Antalyaspor. Kwota transferu to 3,5 miliona euro,  przeprowadzając zdecydowanie najdroższy transfer w historii dotychczas na jednego zawodnika najwięcej wydano 1,7 miliona euro.
26 września 2021 zakończył piłkarską karierę.
| Sezon   | Klub                 | Kraj      | Rozgrywki        | Mecze | Bramki |
| ------- | -------------------- | --------- | ---------------- | ----- | ------ |
| 2004/05 | Olympique Marsylia   | Francja   | Ligue 1          | 24    | 1      |
| 2005/06 | Olympique Marsylia   | Francja   | Ligue 1          | 30    | 1      |
| 2006/07 | Olympique Marsylia   | Francja   | Ligue 1          | 37    | 3      |
| 2007/08 | Olympique Marsylia   | Francja   | Ligue 1          | 30    | 6      |
| 2008/09 | Arsenal              | Anglia    | Premier League   | 29    | 6      |
| 2009/10 | Arsenal              | Anglia    | Premier League   | 26    | 2      |
| 2010/11 | Arsenal              | Anglia    | Premier League   | 30    | 10     |
| 2011/12 | Arsenal              | Anglia    | Premier League   | 1     | 0      |
| 2011/12 | Manchester City      | Anglia    | Premier League   | 30    | 5      |
| 2012/13 | Manchester City      | Anglia    | Premier League   | 28    | 2      |
| 2013/14 | Manchester City      | Anglia    | Premier League   | 34    | 6      |
| 2014/15 | Manchester City      | Anglia    | Premier League   | 24    | 2      |
| 2015/16 | Manchester City      | Anglia    | Premier League   | 12    | 2      |
| 2016/17 | Manchester City      | Anglia    | Premier League   | 1     | 0      |
| 2016/17 | Sevilla FC           | Hiszpania | Primera División | 23    | 2      |
| 2018/19 | West Ham United F.C. | Anglia    | Premier League   | 5     | 0      |
| 2019/20 | RSC Anderlecht       | Belgia    | Eerste klasse    | 7     | 1      |

## Kariera reprezentacyjna
Nasri miał do wyboru występy w reprezentacji Algierii oraz Francji, ale wybrał tę drugą. Występował w kadrze U-15, U-16, U-17, U-18 oraz U-21. W 2004 zdobył z reprezentacją Francji U-17 mistrzostwo Europy i został uznany najlepszym graczem turnieju.
15 marca 2007 selekcjoner reprezentacji Francji, Raymond Domenech wysłał Nasriemu powołanie do kadry na mecze z Litwą (eliminacje do EURO 2008) oraz Austrią.
Był również w kadrze Francji na EURO 2008, pełnił jednak tylko rolę rezerwowego i nie zagrał zbyt wiele. Dotychczas w seniorskiej kadrze zaliczył 41 występów i strzelił pięć bramek.
Na początku sierpnia 2014 roku ogłosił zakończenie reprezentacyjnej kariery.

## Życie prywatne
Samir związany był z francuską tenisistką rosyjskiego pochodzenia, Tatianą Golovin. Para rozstała się w 2012 roku. Jest muzułmaninem.